# Oleg Borissowitsch Lupanow

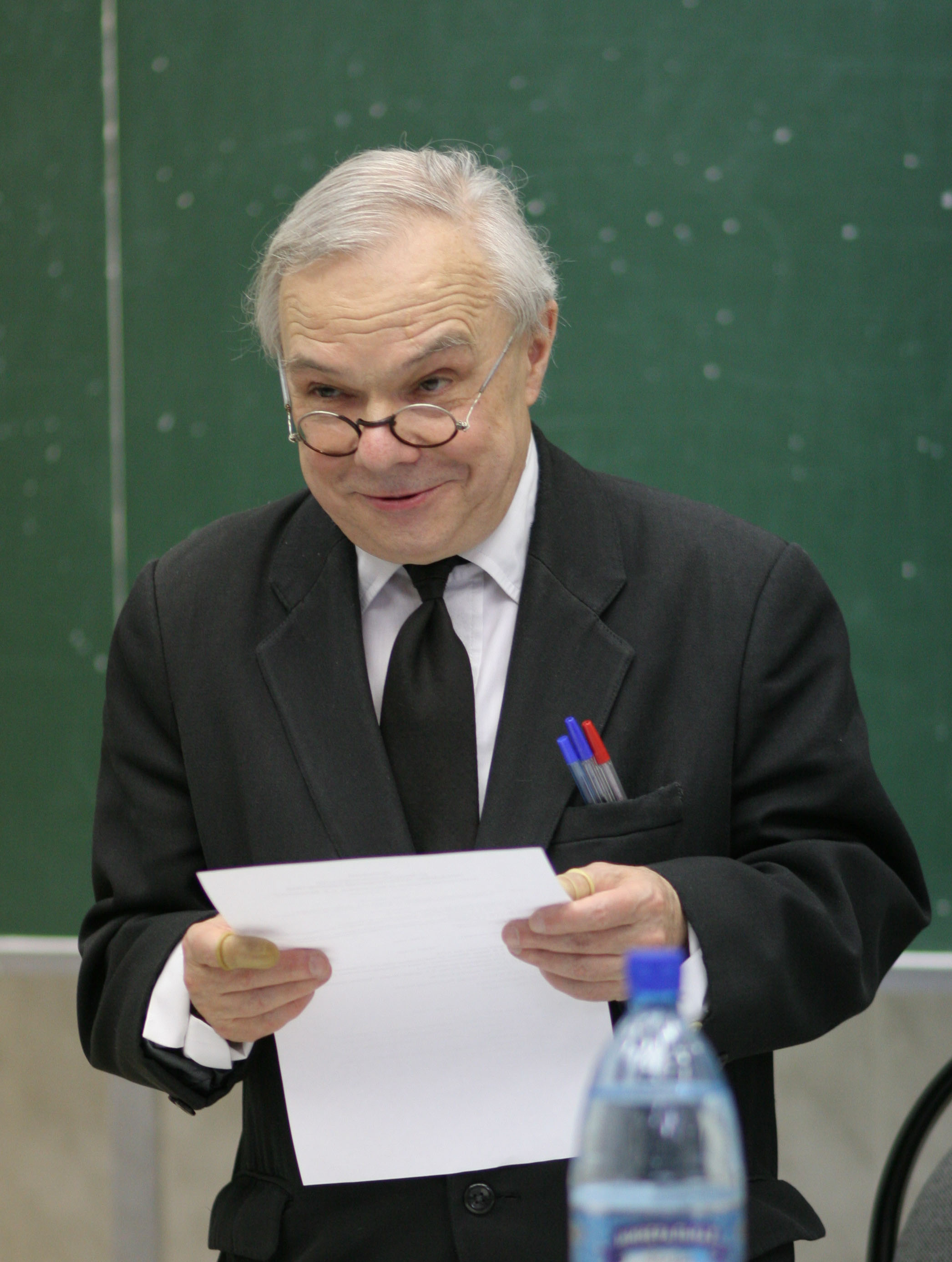
Oleg Borissowitsch Lupanow

Oleg Borissowitsch Lupanow (russisch Олег Борисович Лупанов; * 2. Juni 1932 in Leningrad; † 3. Mai 2006 in Moskau) war ein sowjetisch-russischer Mathematiker, Kybernetiker und Hochschullehrer.

## Leben
Lupanow studierte an der Lomonossow-Universität Moskau (MGU) in der Mechanisch-Mathematischen Fakultät mit Abschluss 1955 als Mathematiker.
Ab 1955 arbeitete Lupanow im Moskauer Steklow-Institut für Mathematik der Akademie der Wissenschaften der UdSSR (AN-SSSR, seit 1991 Russische Akademie der Wissenschaften (RAN)) in der von Mstislaw Wsewolodowitsch Keldysch geleiteten Abteilung für Angewandte Mathematik (ab 1966 Institut für Angewandte Mathematik (IPM) der AN-SSSR). Nach der Aspirantur bei Alexei Andrejewitsch Ljapunow und Sergei Wsewolodowitsch Jablonski verteidigte Lupanow 1958 mit Erfolg seine Dissertation über die Synthese von Booleschen Schaltkreisen für die Promotion zum Kandidaten der physikalisch-mathematischen Wissenschaften.
Lupanow entwickelte eine asymptotisch optimierte Methode der Synthese Boolescher Schaltkreise aus funktionalen Elementen, die sogenannte Lupanow-Methode bzw. Lupanov Representation. 1963 verteidigte er mit Erfolg seine Doktor-Dissertation über die asymptotischen Gesetzmäßigkeiten der Synthese Boolescher Schaltkreise aus funktionalen Elementen für die Promotion zum Doktor der physikalisch-mathematischen Wissenschaften.
1967 wurde Lupanow zum Professor der MGU ernannt, an der er seit 1959 lehrte.
In einer Arbeit über Schaltkreise mit funktionalen Elementen mit Verzögerung identifizierte Lupanow den Shannon-Effekt bezüglich der Schaltkreis-Komplexität Boolescher Funktionen, wie Ingo Wegener in seinem Buch über die Komplexität Boolescher Funktionen beschrieb.
1972 wurde Lupanow zum Korrespondierenden Mitglied der AN-SSSR gewählt. Ab 1980 war er Dekan der Mechanisch-Mathematischen Fakultät der MGU als Nachfolger Alexei Iwanowitsch Kostrikins (nach Lupanows Tod wurde Wladimir Nikolajewitsch Tschubarikow Dekan). 1981 gründete Lupanow den Lehrstuhl für Diskrete Mathematik, den er bis zu seinem Tode leitete. 1993 wurde er Wissenschaftlicher Hauptmitarbeiter des inzwischen nach Keldysch benannten Instituts für Angewandte Mathematik der RAN. 2003 wurde er zum Vollmitglied der RAN gewählt.
Waleri Borissowitsch Kudrjawzew und Sergei Andrejewitsch Loschkin sind Schüler Lupanows.
Lupanow starb am 3. Mai 2006 in Moskau und wurde auf dem Chowanskoje-Friedhof begraben.

## Ehrungen, Preise
- Leninpreis im Bereich Wissenschaft (1966 zusammen mit Juri Iwanowitsch Schurawljow und Sergei Wsewolodowitsch Jablonski)[2]
- Ehrenzeichen der Sowjetunion (1975)[2]
- Orden des Roten Banners der Arbeit (1982)[2]
- Orden der Völkerfreundschaft (1992)[2]
- Lomonossow-Preis der MGU (1993)[2]
- Verdienter Professor der MGU (2001)
- Ehrenmitglied der Moldauischen Akademie der Wissenschaften (2001)[11]